# 海拉爾要塞
海拉爾要塞（ハイラルようさい）は、大日本帝国陸軍の要塞。満州国（中華人民共和国東北部）西北のハイラル市街地の周囲に作られ、満州国の西部方面からのソビエト軍の侵攻に備えた。

## 概要
1934年（昭和9年）6月から建設が開始され、1937年（昭和12年）に完成した。主に関東軍の第8国境守備隊が要塞の守備を担当し、最大3万人が収容できる、大陸でも屈指の要塞であった。ハイラル周囲の安堡山、河南台、伊東台、松山、東山に陣地が構築され、それぞれの火砲の連携によって市街地が守られるようになっていた。
1939年（昭和14年）のノモンハン事件に際しては、第8国境守備隊の人員装備から長谷部支隊（長：長谷部理叡大佐）や速射砲中隊多数などが編成されて出動し、大きな打撃を受けた。退却の責任をとって、長谷部大佐は自決している。
太平洋戦争の形勢悪化に伴い、1944年（昭和19年）に第8国境守備隊は第119師団に改編された。その中で1945年（昭和20年）8月9日にソビエト軍の攻撃を受けたが、第119師団はハイラルから後退し、要塞防衛には独立混成第80旅団が充てられた。かつての第8国境守備隊は火砲を数多く装備していたのに対し、独立混成第80旅団は火力に乏しく要塞の防御力は低下していたが、機甲部隊を相手に善戦した。日本軍守備隊は、ポツダム宣言受諾に基づく停戦命令を受け、8月21日降伏した。
現在では史跡として一般に公開されており、戦死したソ連赤軍兵士の慰霊碑や墓地がある。
また、2010年にロシアで対日戦勝記念日が制定されたのを機に、戦闘に参加したソ連赤軍の元兵士と地元住民によって日本軍との戦闘で戦死した赤軍兵士を慰霊する式典が行われている。

## 第8国境守備隊
1938年（昭和13年）2月に編成下令された要塞部隊である。第1地区隊から第5地区隊までに分かれており、それぞれ歩兵隊と砲兵隊から成っていた。うち各砲兵隊は、1936年（昭和11年）3月に編成されてハイラル地区の防備にあたっていた独立砲兵第14連隊（各種火砲24門）を現地復帰させて、充当したものである。ノモンハン事件時の長谷部支隊長の長谷部大佐は、第2地区隊の歩兵隊長であった。前述のように1944年に解隊され、第119師団の新設に充当された。
歴代守備隊長
- 矢野音三郎 少将：1938年3月1日 -
- 阿部平輔 少将：1938年12月25日 -
- 福井浩太郎 少将：1939年8月1日 -
- 千田貞雄 少将：1940年8月1日 -
- 石田保忠 少将：1943年6月10日 - 1944年10月14日